# 俄罗斯湖
俄罗斯湖（俄语：Озеро Русское），日称远幌湖（日语：／），是萨哈林岛南部的湖，长2.5公里，宽1公里，面积2.1平方公里，西隔沙堤与赫瓦利谢科耶湖相望，向东300米是爱郎湖，向南2公里是圖奈恰湖。

## 引用
1. ↑  М·Г·瓦西科夫斯基. . 列宁格勒: 气象出版社. 1973 （俄语）.
2. ↑  . 国家水登记处.   [2024-09-07]. （原始内容存档于2025-01-17） （俄语）.